# 古斯塔夫·澤德號潛艇 (1893年)
古斯塔夫·澤德號潛艇（Gustave Zédé，Q2）世界上最早服役的海軍潛艇之一，於1893年6月1日在法國土倫下水，經過一系列試驗和設計變更後，直到1900 年5月才正式進入法國海軍服役。這艘潛艇也是首次成功對一艘水面艦艇發起魚雷攻擊的水下艦艇。
這艘潛艇最初於1890年10月4日被訂購時稱為「人魚號」（Sirène），在1891年5月1日改以法國造船工程師的名字命名為「古斯塔夫·澤德」，該名工程師曾參與設計，但在1891年研製實驗性魚雷時爆炸身亡。古斯塔夫·澤德號是在之前較小尺寸的Q1「電鰻號潛艇」（Gymnote）設計的基礎上研製而成，與電鰻號潛艇一樣都採用蓄電池提供電力推進。

## 發展
法國海軍為了對抗數量上佔優勢的英國皇家海軍，開始對非常規的海戰方法產生興趣，法國海軍也是早期將魚雷和魚雷艇用於對抗戰列艦的採用者。作為此方案的一部分，由於潛艇能夠在不被發現的情況下接近到魚雷射程之內，因此對潛艇產生了興趣。古斯塔夫·澤德號是為法國海軍開發的第二艘實驗性潛艇。
该潛艇的主要建造者是加斯頓·拉馬佐第（Gaston Romazotti），他在1891年澤德去世後接手該計畫。建造和開發花了十年時間，部分原因是法國海軍對潛艇的興趣隨著不同海軍大臣的政策而變，加上這段期間仍不斷在發展設計方案。

## 特徵
為了防止腐蝕，船體是由青銅製成而非鋼製，這也讓磁羅盤得以在內部使用。潛艇前後有著不同輪廓，不像當時的其它潛艇，兩端的形狀往往相同。七十六根縱向圓形加強筋為船體提供了強度。
這艘潛艇有兩個放置在中央的壓載艙以及兩端的調整艙。電動水泵被用來重新分配水。有一個可拆卸的中央鉛龍骨。這艘潛艇最初與電鰻號潛艇的設計一樣，在船尾安裝了手動操作的潛水舵，但在潛水或上升時很難保持在水平或穩定的斜度。因此，液壓水平舵被加裝到潛艇的中心和前方。該潛艇設計潛水深度為50英呎，指揮塔上安裝了一個潛望鏡，可使視野高於地平線20°，低於地平線7° ，但視野變形，用途受到限制。
該潛艇由電力驅動，動力由一組電池提供。兩個360馬力的薩特-哈雷（Sauter-Harlé）直流馬達與單螺旋槳驅動軸相連，運轉速度為250rpm。這些馬達加起來有27噸重。最初的勞倫特-塞爾維瓦（Laurant-Celvieva）電池配置是720個電池，重130噸，能夠在300伏特下提供1800安培。電池系統在第一次充電時發生爆炸造成火災，因此改安裝了只有360個電池的新佈局。這導致水面速度從15節大幅下降到8節。該潛艇無可用於電池充電的替代動力源裝置，不像其他同時代的設計，如霍蘭六號有一個汽油引擎和電池組。

## 服役歷史

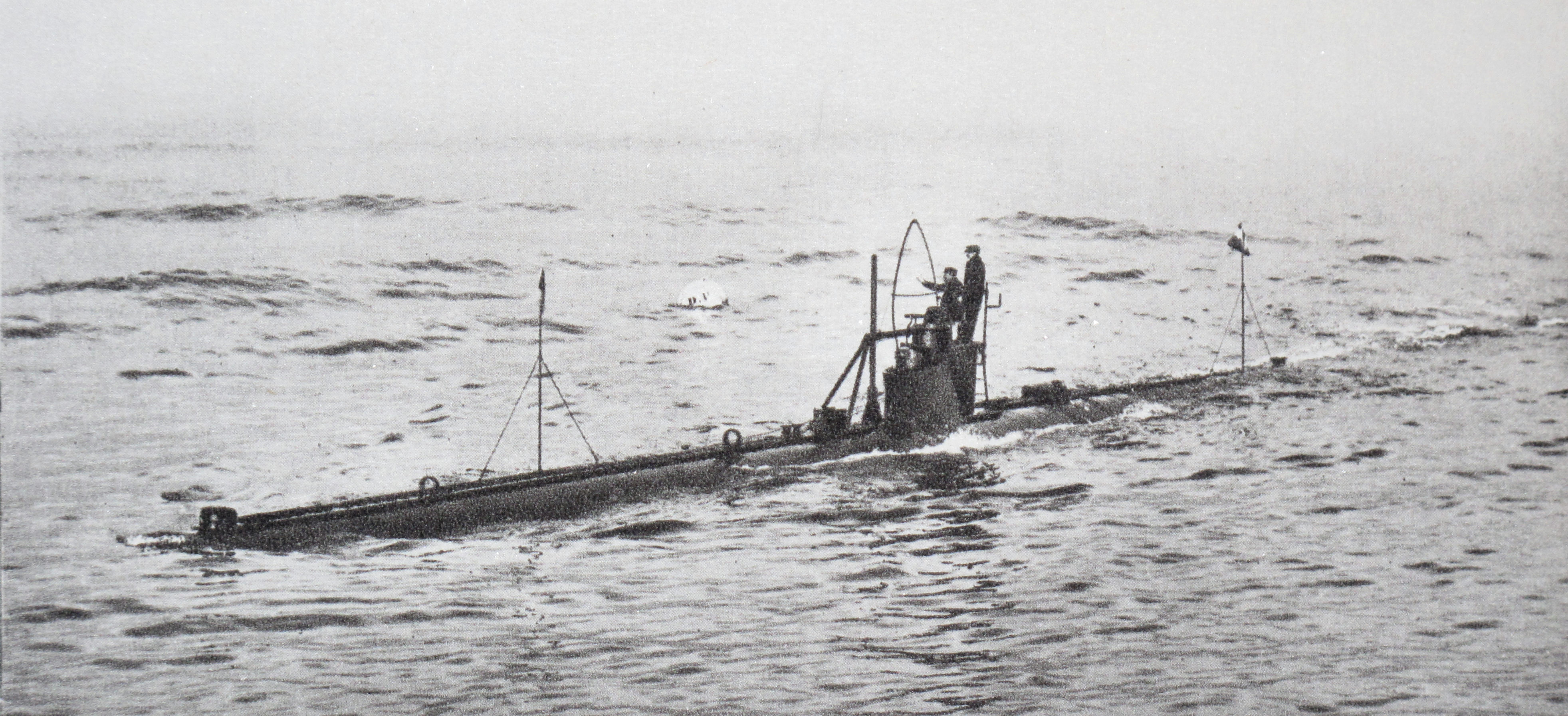
行進中的古斯塔夫·澤德號

1898年12月，古斯塔夫·澤德號與海軍上將福祿諾指揮的地中海艦隊一起參加了海軍演習。這艘潛艇在從土倫到海耶爾群島的路程中行駛40英里後，兩度成功襲擊了射擊訓練艦「馬根塔號」，一次是在該艦停泊時，一次是在航行時。古斯塔夫-澤德號由盧西安·莫特斯（Lucian Mottez）中尉指揮，這是水下潛艇以魚雷對水面目標的成功攻擊首次被記錄，在海軍界被廣泛報道。
英國海軍隨員報告說，觀察到古斯塔夫·澤德號從3200公尺的距離以10節的速度接近馬根塔號，此時艦橋上有四個人。潛艇隨後潛入水中，只剩司令塔可見。距離1400公尺處，司令塔已經消失，但可以觀察到一些來自螺旋槳的水花。然後，該潛艇下潛到3公尺深。在410公尺處暫時浮出水面檢查距離和航線，然後再次下潛，在250公尺的距離發射了一枚魚雷，擊中了馬根塔號船體的中部。潛艇從該艦下方穿過，在對面重新浮出水面。
1899年初，這種演習在法國海軍部長和應邀的記者面前再次上演。此次成功的演示為法國海軍獲得更多資金支持，用來購買更多的潛艇。

## 注腳
1. ↑  Lambert p.24-27
2. ↑  Compton-Hall p.118
3. 1 2  Lambert p.27-28
4. ↑  Compton-Hall p.118-119

## 外部連結
- . battleships-cruisers.co.uk.   [2022-05-11]. （原始内容存档于2022-01-05）.
- . battleships-cruisers.co.uk.   [2022-05-11]. （原始内容存档于2017-10-22）.
- Castel, Marc: Gustave Zédé at Sous-marins Français 1863 - pagesperso-orange.fr （页面存档备份，存于） (French)
- Gustave Zede at navypedia.org （页面存档备份，存于）